# Kompost

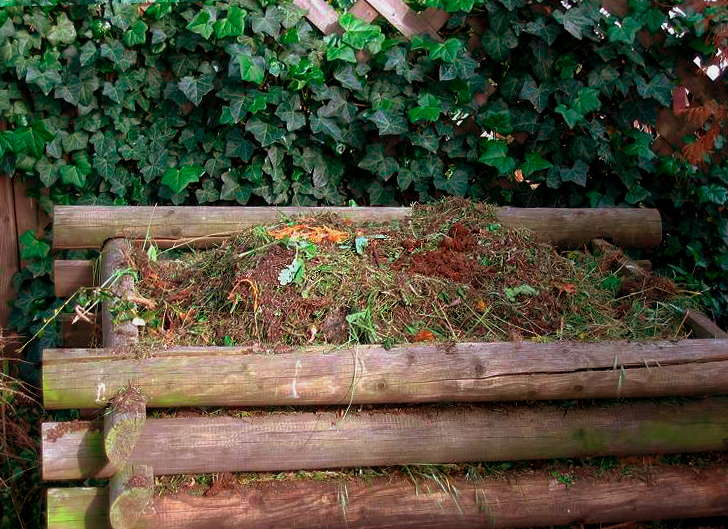
Kompostowanie kompostu w kompostowniku

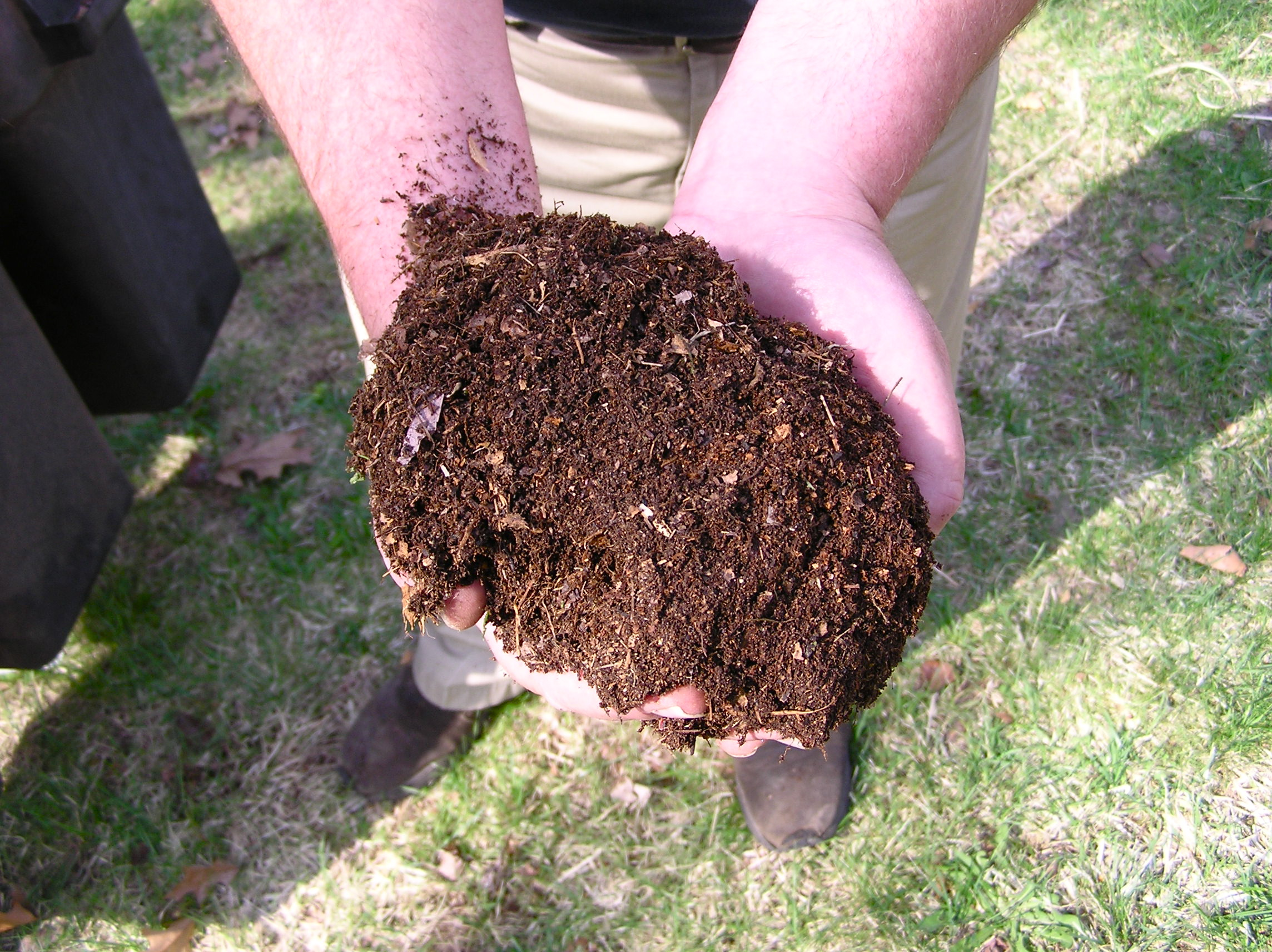
Ziemia kompostowa

Kompost – nawóz organiczny wytwarzany z odpadów roślinnych i zwierzęcych w wyniku częściowego, tlenowego rozkładu (butwienie) przez mikroorganizmy poprzez proces kompostowania.

## Dojrzewanie kompostu
Kompostowanie przebiega w pryzmach kompostowych, kompostownikach lub specjalnych bioreaktorach, a także w toaletach kompostujących. Pod pojęciem dojrzewania kompostu rozumieć należy zachodzące procesy rozkładu materiału organicznego składowanego w pryzmie kompostowej lub kompostownikach, który zazwyczaj trwa od kilku do kilkunastu miesięcy.

## Wykorzystanie
Kompost wzbogaca glebę w próchnicę, zwiększa żyzność gleby, zwiększa jej pojemność wodną i powietrzną. Sprawia, że gleba staje się przewiewna i pulchna. Poprawia wzrost i rozwój roślin. Stosuje się go jako składnik podłoża dla upraw warzyw oraz kwiatów rabatowych i doniczkowych, a także jako nawóz organiczny w rolnictwie, sadownictwie i ogrodnictwie, w parkach i ogrodach. Kompost nie ma szkodliwego wpływu ani na rośliny czy też na zwierzęta w nim żyjące niezależnie od zastosowanej dawki. W przeciwieństwie do spalania suchych roślin kompostowanie nie szkodzi środowisku, ludziom i zwierzętom.